# Cantón de Saint-Étienne-Suroeste-1
El cantón de Saint-Étienne-Suroeste-1 era una división administrativa francesa, que estaba situada en el departamento de Loira y la región de Ródano-Alpes.

## Composición
El cantón estaba formado por una fracción de la comuna que le daba su nombre:
- Saint-Étienne

## Supresión del cantón de Saint-Étienne-Suroeste-1
En aplicación del Decreto n.º 2014-260 de 26 de febrero de 2014, el cantón de Saint-Étienne-Suroeste-1 fue suprimido el 22 de marzo de 2015 y la fracción de la comuna que le daba su nombre se unió con las demás fracciones para que, por medio de una reestructuración cantonal, fueran creados los nuevos cantones de  Saint-Étienne-1,  Saint-Étienne-2 ,  Saint-Étienne-3 ,  Saint-Étienne-4 ,  Saint-Étienne-5  y  Saint-Étienne-6.